# Antoni Bartkowiak
Antoni Bartkowiak (ur. 25 kwietnia 1897 w Nochowie, zm. 1 maja 1922 w Warszawie) – podporucznik pilot Wojska Polskiego, kawaler Krzyża Srebrnego Orderu Wojskowego Virtuti Militari.

## Życiorys
Antoni Bartkowiak urodził się 25 kwietnia 1897 roku w Nochowie, w powiecie śremskim ówczesnego Wielkiego Księstwa Poznańskiego, w rodzinie Stanisława i Antoniny z Olejniczaków. Był starszym bratem sierżanta pilota Władysława Bartkowiaka (1900-1920).
20 października 1915 roku został wcielony do Armii Cesarstwa Niemieckiego. Walczył na froncie zachodnim w oddziałach łączności, jako telegrafista „iskrowiec”. Na początku lutego 1917 roku został przyjęty do Poznańskiej Szkoły Lotniczej. Kursy wyższego pilotażu ukończył w Legnicy, Szumergu, Pile i Bydgoszczy. Po uzyskaniu dyplomu pilota pozostał w Szkole Obserwatorów w Bydgoszczy, w charakterze pilota-instruktora. 20 listopada 1918 roku został przydzielony do 412 eskadry lotniczej. 
13 stycznia 1919 roku uciekł z Bydgoszczy na samolocie myśliwskim Albatros D.III, przeleciał przez linię frontu polsko-niemieckiego i wylądował pod Gnieznem. Został przydzielony do dyspozycji Komisariatu Naczelnej Rady Ludowej w Poznaniu i odbył szereg lotów bojowych na Górny Śląsk i Pomorze. Awansowany na sierżanta.
6 lutego 1920 roku został przydzielony do 15 eskadry myśliwskiej, z którą 29 kwietnia odleciał na front, na Ukrainie. W sierpniu 1920 roku wyróżnił się w bitwie o Lwów i bitwie pod Komarowem, w czasie których atakował z powietrza oddziały 1 Armii Konnej. Został mianowany podporucznikiem przez dowódcę Frontu Południowego, a 14 października 1920 roku zatwierdzony w tym stopniu, „w wojskach lotniczych, z zaliczeniem do Rezerwy Armii i powołany do czynnej służby na czas wojny, aż do demobilizacji”. 31 maja 1921 otrzymał awans na stopień porucznika.
Po zakończeniu wojny został przydzielony do Wyższej Szkoły Lotniczej w Poznaniu-Ławicy, następnie przeniesionej do Grudziądza, na stanowisko pilota-instruktora. Jego oddziałem macierzystym był 3 pułk lotniczy w Poznaniu. W 1922 roku został na własną prośbę urlopowany z wojska na jeden rok by objąć funkcję szefa pilotów w Zakładach Mechanicznych E. Plage i T. Laśkiewicz w Lublinie. Zmarł 1 maja 1922 roku w Warszawie w następstwie obrażeń ciała doznanych podczas wypadku na samolocie Ansaldo A.1 Balilla. W czasie przymusowego lądowania w przygodnym terenie pod Lublinem został wyrzucony z siedzenia, gdy samolot kapotował, a następnie przygnieciony przez skrzydło. Pochowany na Cmentarzu Wojskowym na Powązkach (kwatera 14A-7-1).
3 maja 1922 roku został zweryfikowany w stopniu porucznika ze starszeństwem z dniem 1 czerwca 1919 roku i 81. lokatą w korpusie oficerów aeronautycznych. Lista stopni i starszeństwa oficerów zawodowych Wojska Polskiego została ogłoszona 8 czerwca 1922 roku.

## Ordery i odznaczenia

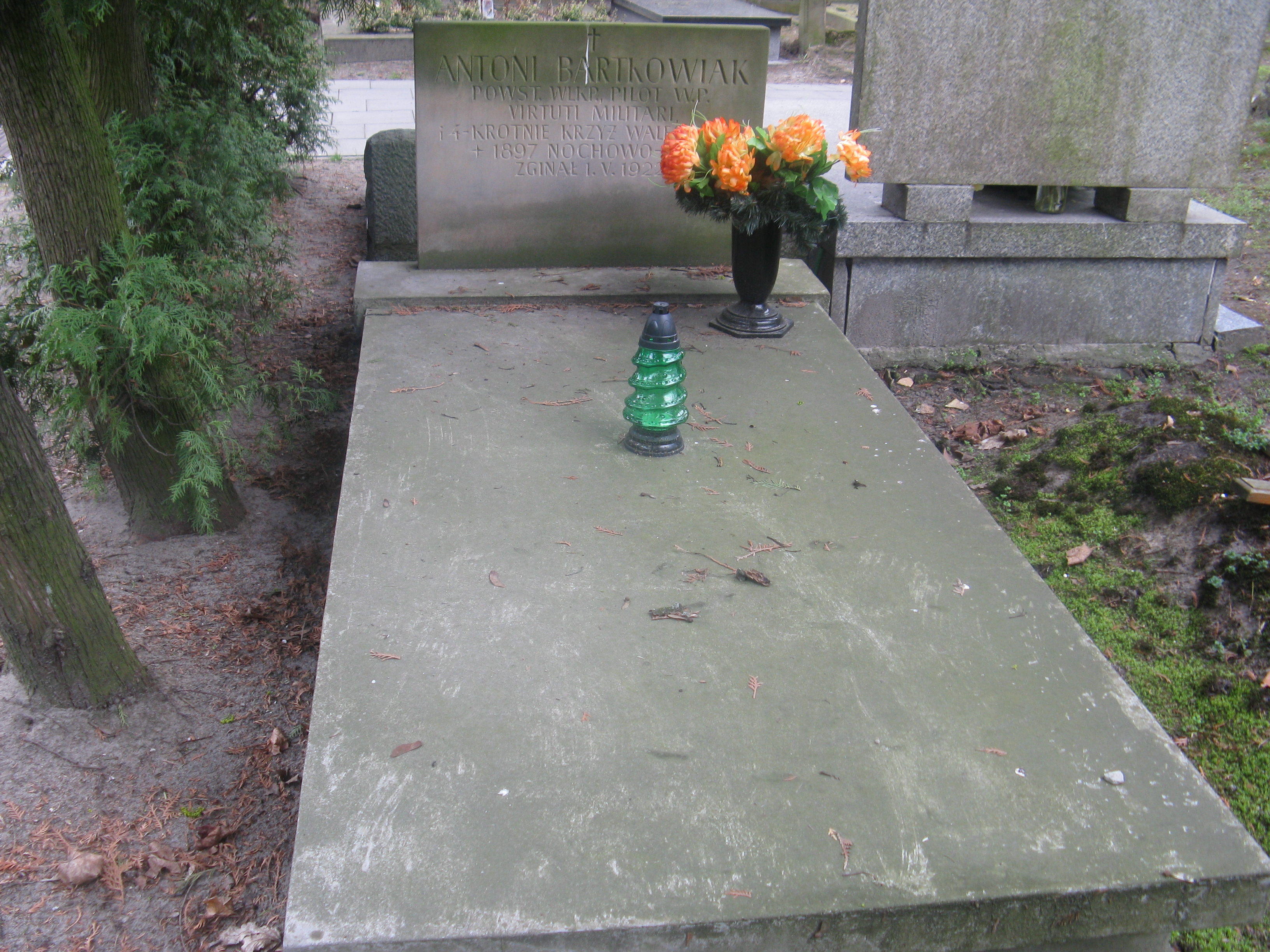
Grób Antoniego Bartkowiaka na Cmentarzu Wojskowym na Powązkach w Warszawie

- Krzyż Srebrny Orderu Wojskowego Virtuti Militari nr 292[8] – 8 kwietnia 1921[9][10]
- Krzyż Walecznych czterokrotnie –1921[11]
- Polowa Odznaka Pilota – pośmiertnie 11 listopada 1928 roku „za loty bojowe nad nieprzyjacielem w czasie wojny 1918-1920”[12]
- Francuska odznaka pilota[1]